# Institut Pasteur de Tunis

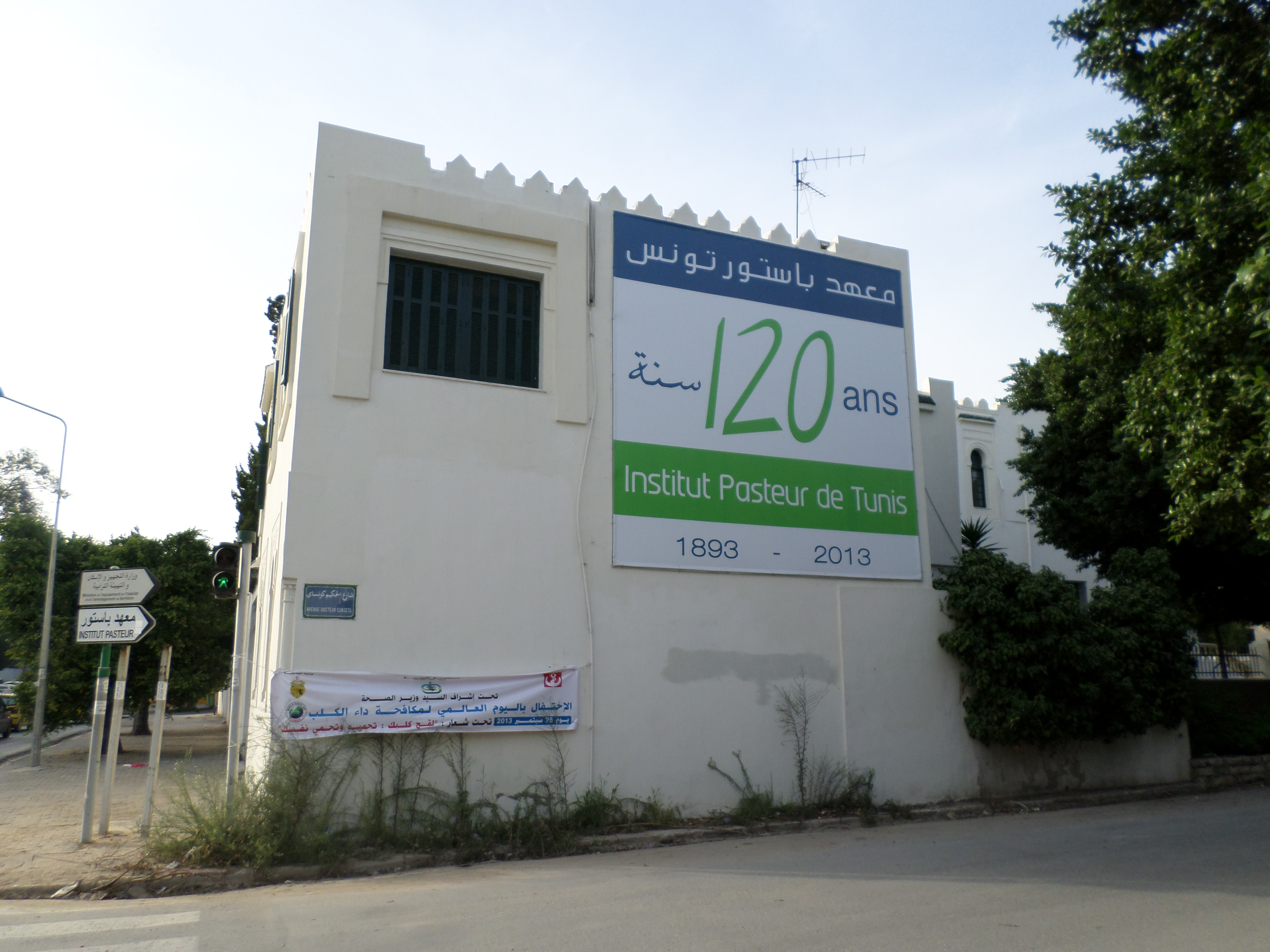
Façade de l'Institut Pasteur à l'occasion de ses 120 ans.

L'Institut Pasteur de Tunis (arabe : معهد باستور بتونس) est l'un des centres de recherche du réseau international des instituts Pasteur situé à Tunis (Tunisie).

## Histoire

### Fondation

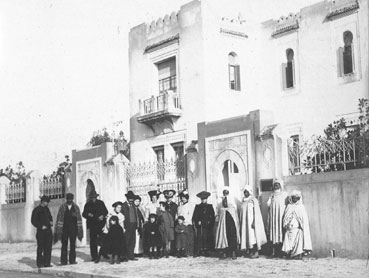
Institut Pasteur de Tunis vers 1900.

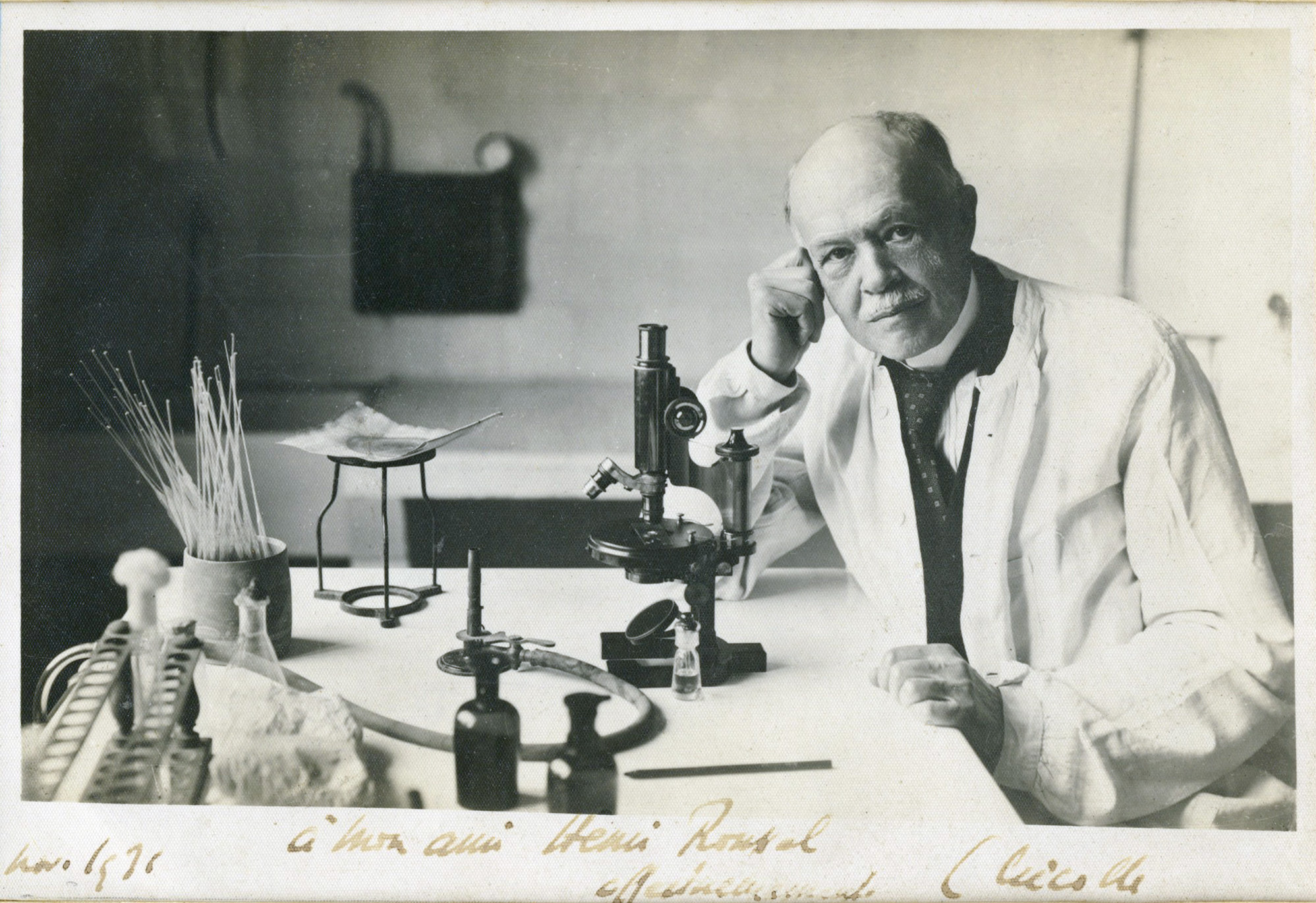
Charles Nicolle à Tunis.

Fondé en 1893, il est à l'origine un modeste laboratoire, localisé rue des Tanneurs à Tunis, qui s'occupe de la vinification et des maladies de la vigne. Il est fondé par Adrien Loir, chargé par Louis Pasteur pour mettre en place un centre de vaccination à Tunis. Il est ainsi le troisième plus ancien du monde après ceux de Paris et de Saïgon. Charles Nicolle, pasteurien et docteur en médecine originaire de Rouen, vient à Tunis pour y chercher du travail. Un crédit lui est alors ouvert par la direction de l'agriculture pour créer un grand laboratoire. Il en choisit l'emplacement et veille à la construction de ce qui devient l'Institut Pasteur de Tunis, sur les plans de Raphaël Guy. Charles Nicolle est secondé par les médecins du Tunis de l'époque, notamment le docteur Ernest Conseil, le docteur Loir et le biologiste et vétérinaire Lucien Balozet, sous-directeur de l'Institut à partir de 1929.

### Prix Nobel pour Charles Nicolle
Le travail de Nicolle sur les maladies infectieuses, leur transmission et leur cause, le porte à se pencher sur le typhus exantématique. L'hôpital Sadiki, ancienne caserne possédant un bain maure, voit ses malades rasés et débarrassés de leurs poux, n'étant alors plus contagieux comme c'était le cas à leur arrivée. Le pou semble donc être le véhicule du microbe de la maladie et non son origine car, infecté et déposé sur un volontaire sain, il ne transmettait la maladie que si le patient grattait l'emplacement de la piqûre, introduisant ainsi les déjections du pou dans les blessures créées par ses ongles. De plus, le microbe restant vivant dans les intestins du pou et ses déjections, l'utilisation d'un pou sain infecté volontairement permit de conclure l'expérience à la base de la prophylaxie.
Nicolle se voit récompensé pour ses découvertes par le prix Nobel de physiologie ou médecine en 1928 et l'Institut Pasteur se voit honorer à cette occasion.

### Tentative de rattachement à la France
Quelques années après la mort de Charles Nicolle en 1936, ses collaborateurs entrent en compétition pour prendre le contrôle de l'institution. Jean Mons, résident général de France en Tunisie finit par imposer Lucien Balozet, qui sera directeur par intérim de 1943 à 1949, dans le but de soustraire à la Tunisie une importante institution, qui doit devenir « dépendante de l'Institut Pasteur de Paris qui accepte de prendre en charge la haute direction technique, l'administration et le recrutement du personnel de toutes catégories ». Par ailleurs, « le gouvernement tunisien s'engage à verser la somme annuelle de neuf millions de francs, et les terrains et bâtiments actuellement occupés ou en cours de construction seront affectés gratuitement à l'Institut Pasteur de Paris ».
Le docteur Ahmed Ben Miled mène alors une campagne dans les journaux arabes et français contre cette mesure. Il entame une démarche auprès du directeur de la santé publique, Mohamed Salah Mzali, et incite le personnel tunisien à en faire de même auprès du bey de Tunis qui refuse de signer le projet de décret portant l'extraterritorialité de l'Institut Pasteur de Tunis.

## Localisation
L'Institut Pasteur est situé à la place Pasteur depuis 1904. Les bâtiments sont de style néo-mauresque et réalisés par l'architecte Raphaël Guy. On note une forte influence locale à travers l'intégration de divers éléments propres à l'architecture tunisienne.

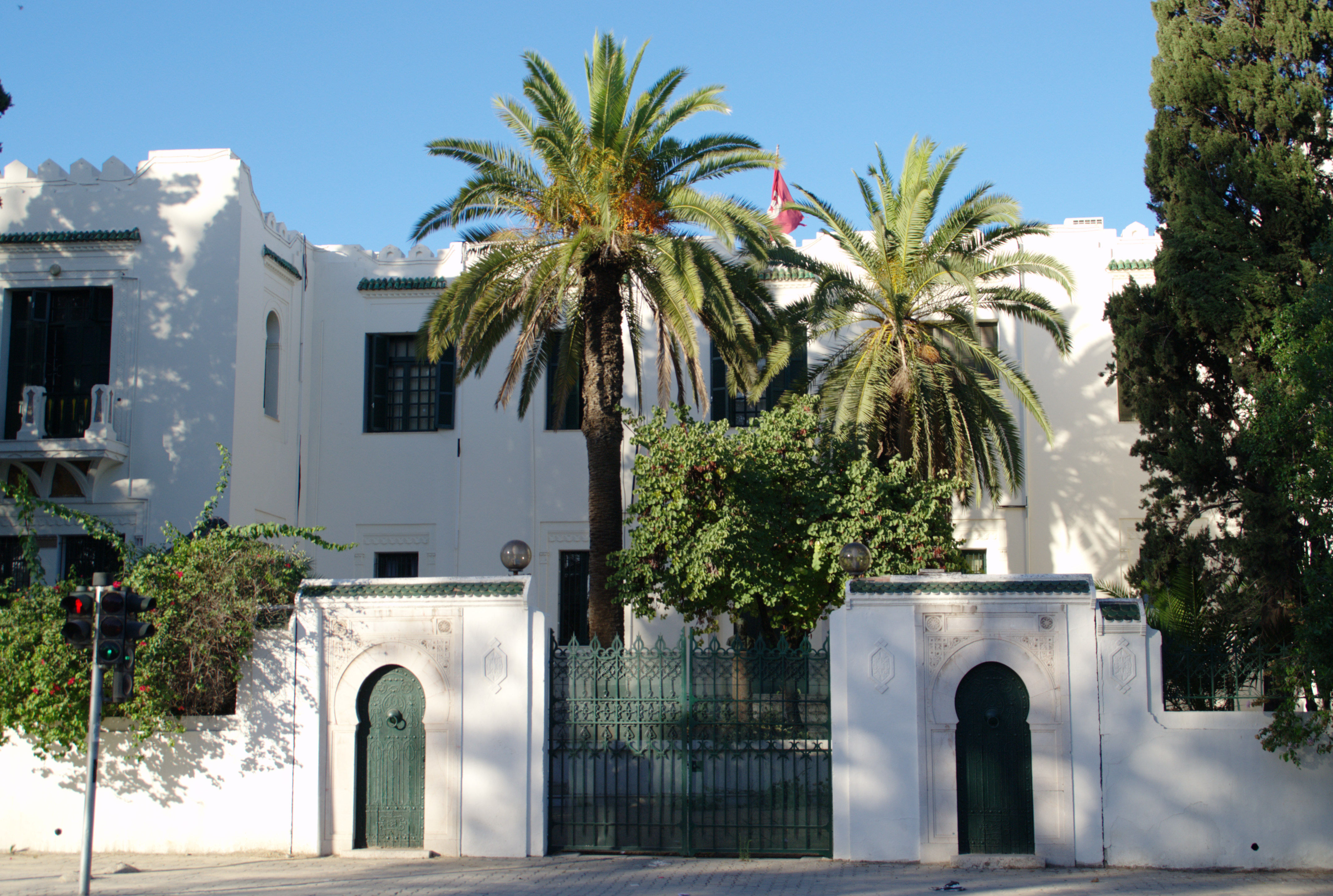
Entrée principale.
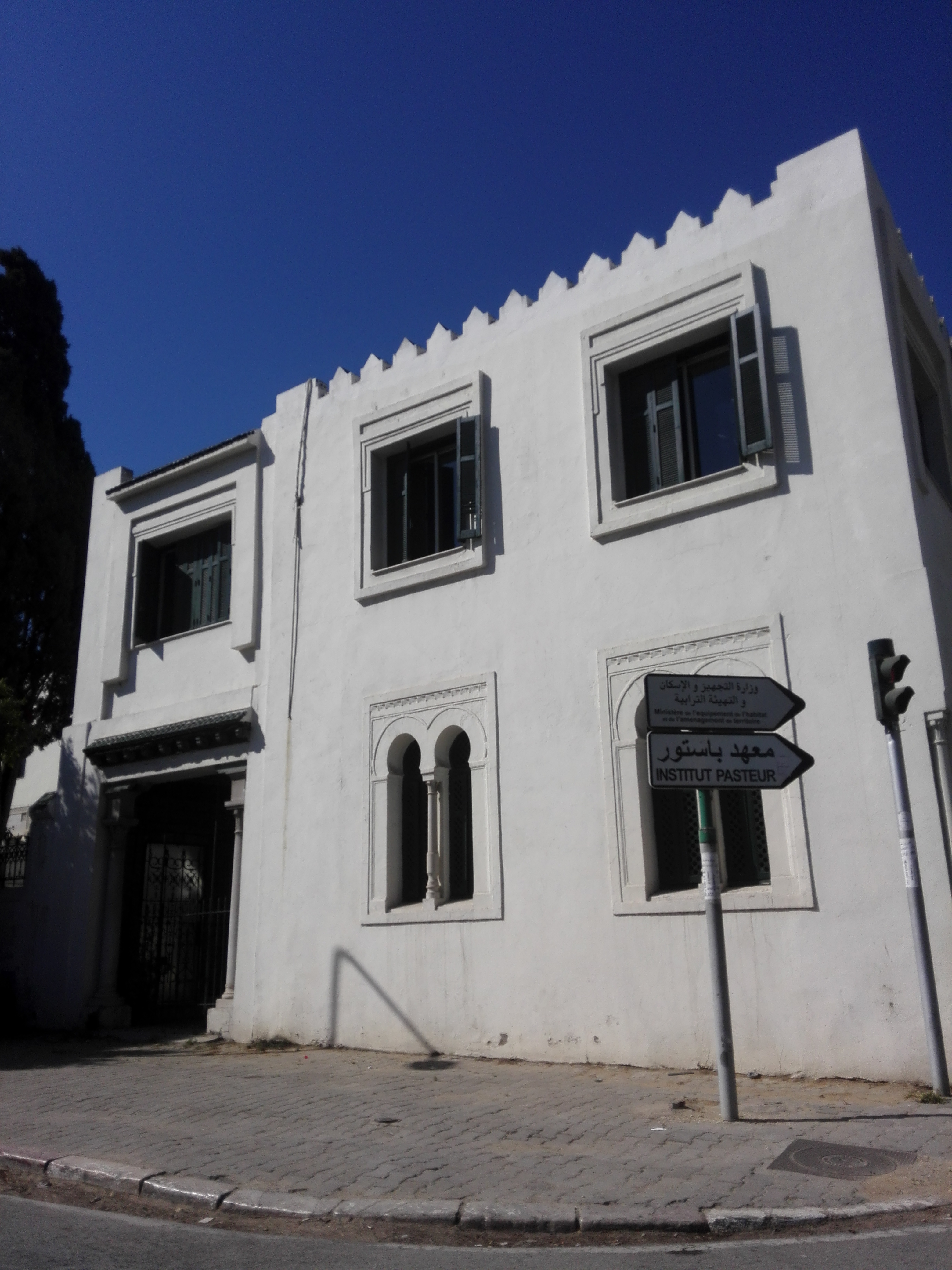
Bâtiment.
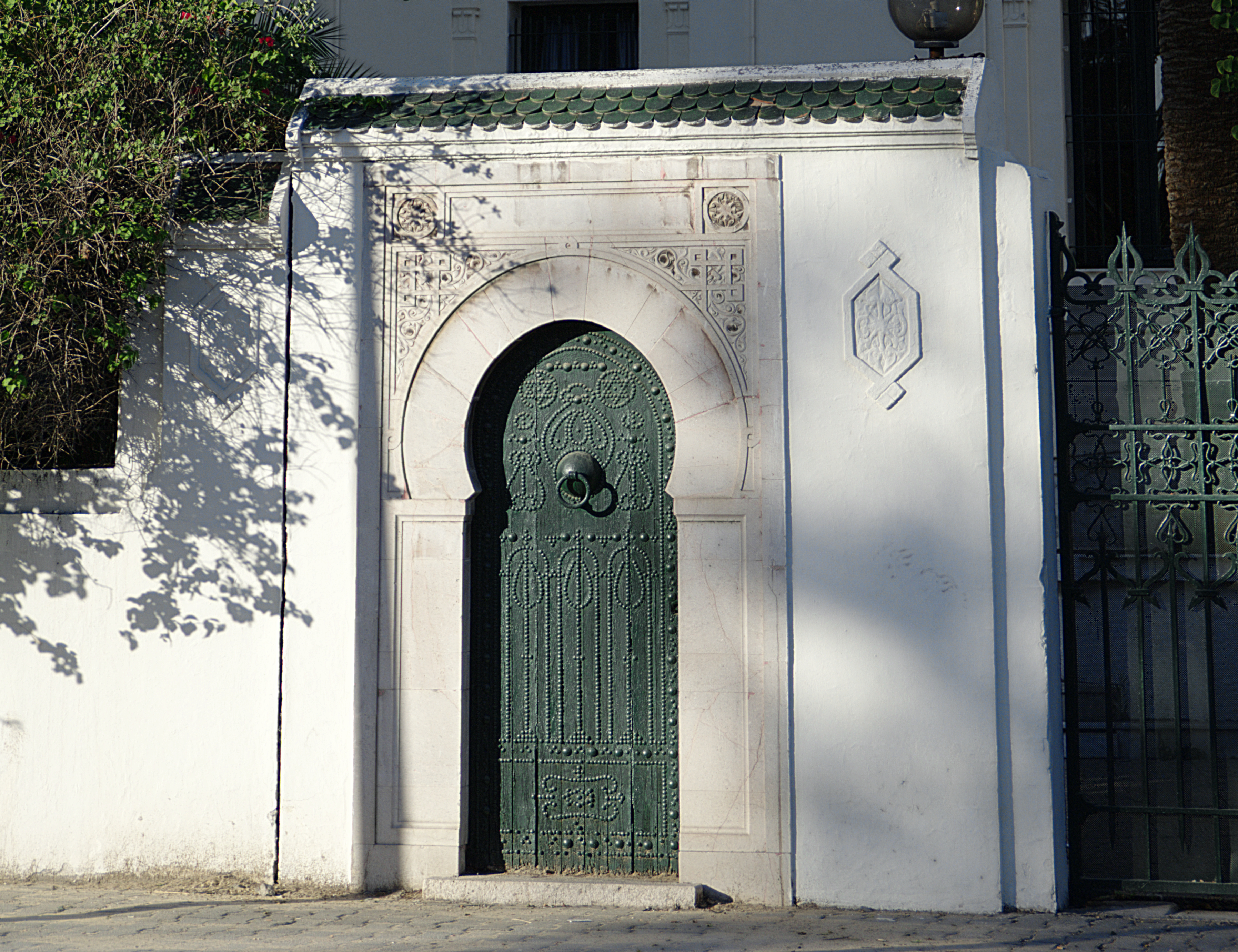
Porte d'entrée.
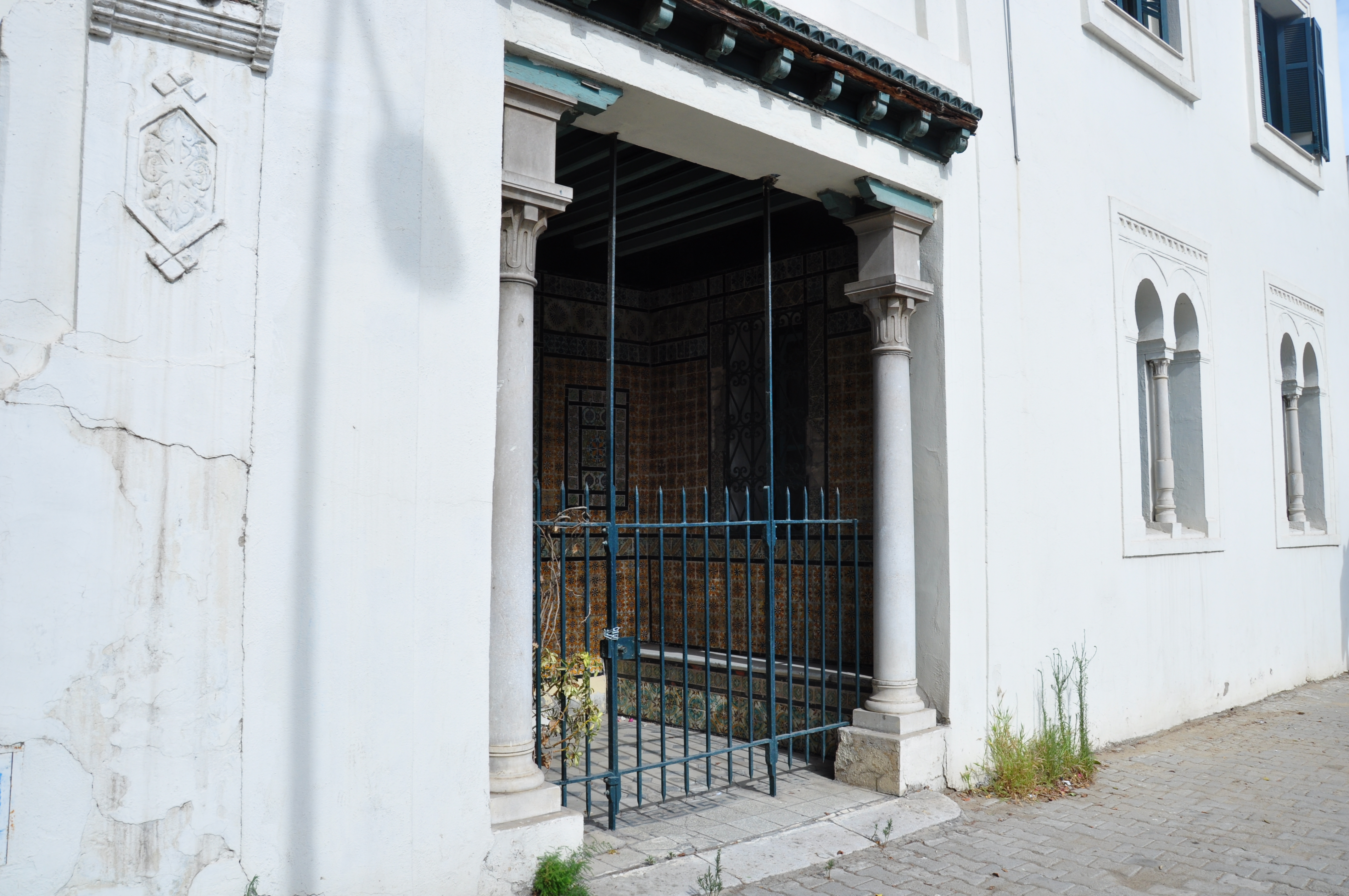
Entrée secondaire.
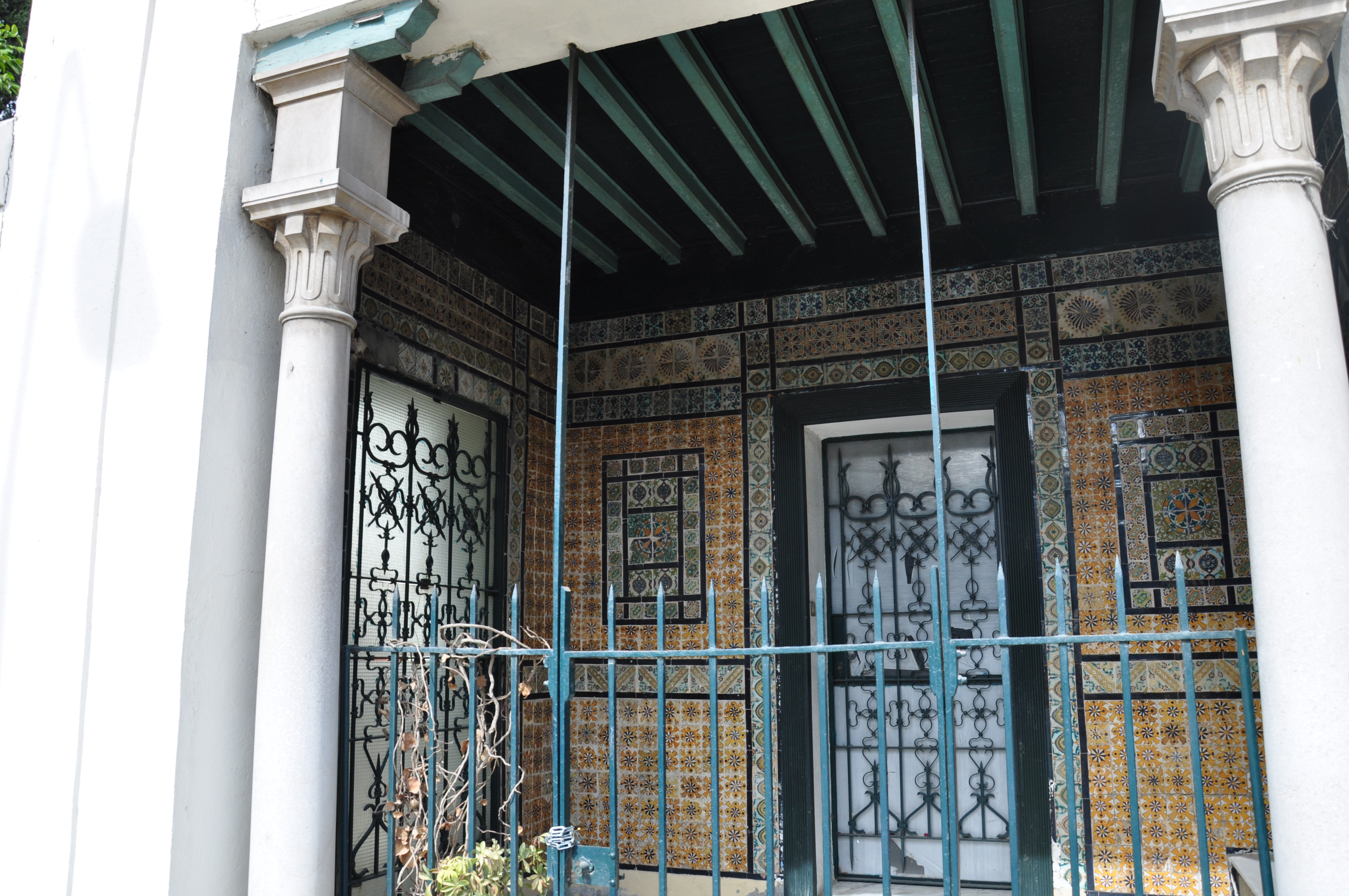
Carrelage traditionnel.

## Directeurs
- 1893-1902 : Adrien Loir[6]
- 1902-1936 : Charles Nicolle[7]
- 1936-1943 : Étienne Burnet[8]
- 1943-1949 : Lucien Balozet (intérim)[9]
- 1949-1954 : Paul Durand[10]
- 1954-1960 : Gérard Renoux
- 1960-1962 : Jean Levaditi[11]
- 1963-1988 : Amor Chadli[12]
- 1988-2005 : Koussay Dellagi
- 2005-2007 : Abdeladhim Ben Abdeladhim
- 2007-2023 : Hechmi Louzir[13]
- depuis 2023 : Samia Menif (intérim)[13]